# Kozarac (Prijedor)
Kozarac (szerbül: Козарац), falu Bosznia-Hercegovinában, Bosanska krajina területén, Prijedor községben, a Szerb Köztársaságban. A középkori Szana vármegye ősi székhelye.

## Fekvése
Bosznia-Hercegovina északnyugati részén, a Potkozarje területén, Banja Lukától légvonalban 35, közúton 43 km-re északnyugatra, községközpontjától légvonalban 10, közúton 11 km-re keletre, 180 – 350 méteres tengerszint feletti magasságban, a Kozara-hegység lábánál és délnyugati lejtőin, a Kozaračka-patak partján fekszik. Több, kis település tartozik hozzá.

## Népessége
| Nemzetiségi csoport | Népesség 1991 | Népesség 2013 |
| ------------------- | ------------- | ------------- |
| Szerb               | 96            | 42            |
| Bosnyák             | 3740          | 4306          |
| Horvát              | 35            | 8             |
| Jugoszláv           | 117           | 0             |
| Egyéb               | 57            | 41            |
| Összesen            | 4045          | 4397          |

## Története
Kozara vára Szana megye központjaként már a középkorban is állt. Dénes József szerint, amikor 1360-ban várként egy oklevélben feltűnik, már ismeretlen ideje létezett, és mivel megye vár nélkül az Árpád-korban nem létezhetett, igen valószínű, hogy már Szana megye ispánjának legkorábbi ismert említésekor, 1256-ban is állhatott. A ma is látható várral való azonossága azonban kérdéses, mivel az jóval későbbi, török építmény, bár igen valószínű, hogy az a korábbi vár bővítésével és átépítésével létesült.
Kozaracot először 1334-ben említik az írásos dokumentumok, ekkor említi Ivan goricai főesperes a zágrábi egyházmegye részeként a település Szent Mártonnak szentelt templomát. A templom a néphit szerint a Kozara-hegységhez tartozó Mađarska kosa lejtőjének lábánál, Mahmuljini falucskában, a mai Kozaruša település területén állt. A középkori források „Cazara”, „Kotzura” néven említik. Kozarac már 1360-ban, I. Lajos magyar király idejében szabad királyi várossá vált. Kozarac az említett időszakban végig a Szana megye központja volt. A 14. és 15. században Szana megye területét felváltva bosnyák és magyar királyok irányították. 1413-ban Hrvoje Vukčić Hrvatinić herceg, majd halála (1416) után Zsigmond magyar király volt az ura. Kozarac várának őrsége ellenőrizte a Banja Luka – Kozarac – Novi Grad – Sanski Most közötti forgalmat. A vár legénységének szükségletei miatt különféle iparosok (kőművesek, kovácsok, asztalosok, szabók) költöztek ide. A vár alatti települések fejlődésével a környező terület élete, megjelenése is megváltozott. A jó kereskedelmi útvonalon fekvő város kereskedővárossá fejlődött és egy pravoszláv plébánia központja is lett.
1518-ban Kozaracot, akárcsak a Boszniai Krajina többi részét, meghódította az Oszmán Birodalom. Kozarac legnagyobb virágzását az oszmán uralom idején élte meg, amely kisebb megszakításokkal 360 évig (1518–1878) tartott. A 16. században Kozarac kézműves város és igazgatási központ volt Bosznia-Hercegovina északnyugati részének e régiójában. 1687/1688-ban a közeli Hrvatska Kostajnica Ausztriához került. Ekkor sok kosztajnicai polgár telepedett le Kozaracon, majd az oszmán bírói székhely is ebbe a városba költözött, így ez lett a Kostajnicai bekija székhelye. Így vált Kozarac a környező terület katonai és igazságügyi-közigazgatási központjává. 1687 és 1835 között volt Kozarac az azonos nevű kapitányság közigazgatási és igazságügyi központja. 1717 őszén a keresztény seregek rövid időre elfoglalták a várost. 1736-ban a törökök kijavították Kozarac várát, 12 ágyút telepítettek és új tornyot is építettek. A város kősáncai 1 m vastagok, 5 m magasak, 200 m hosszúak és 10 m szélesek voltak, amelyek egy téglalap alakú területet zártak körül. A városba mind a négy oldalról kapukon keresztül lehetett bejutni. Az utak részben aszfaltozottak voltak, és a város központjában keresztezték egymást. Ebben a kereszteződésben egy mecsetet is építettek, kúttal. Az északi oldalon lévő sáncra ágyútornyot (tabija) építettek. A török uralom alatt több kapitány cserélődött a városban. A kapitányság legénységének fő feladata az volt, hogy megakadályozza az osztrákok behatolását Boszniába. a kapitányság intézménye 1835-ig működött. A várat az őrség 1839-ben elhagyta.
Az európai hatalmak nyomására II. Mehmed szultán 1839-ben kihirdette a „hatisherifet”, amely demokratikus szabadságjogokat vezetett be, amely alapján később számos más törvényi erejű rendelet is született, amelyek „tezimati hajrije” (mentő rendeletek) néven léptek érvénybe. A rendeletek a jobbágyok és egyéb rádzsák anyagi helyzetének javítását szolgálták, ami nem felelt meg a kiváltságos elemeknek. A feudális urak (török agák és bégek) akadályozták e rendeletek végrehajtását, mely a krajnaiak (főként szerbek) körében szórványos felkeléseket indított el. A kinevezett szultáni tisztviselők képtelenek voltak megszelídíteni a boszniai agakat. Végül a szultán Latas Omer pasát küldte a lázongás lecsillapítására. 1850-ben Omer pasa nagy sereggel érkezett Szarajevóba. Két hét után Szarajevóból Banja Lukán keresztül Krajinába indult. Első összecsapásai Kozarac előtt voltak, ágyúit a Kamičani elé, az ortodox temetővel szemben helyezte el. A Latas pasa elleni ellenállásban a bég két fia is részt vett. Az agák az összes hidat lerombolták, de a háborúban Latas pasa győzött. 1851. április 7-én a pasa elfoglalta, majd felgyújtotta Kozaracot is. 
A település 1878-ig tartozott az Oszmán Birodalomhoz, ekkor a berlini kongresszus határozata alapján az Osztrák-Magyar Monarchia része lett. Az évszázados oszmán uralom 1878. szeptember 6-án ért véget, amikor osztrák-magyar csapatok vonultak be Kozaracra és a szomszédos Prijedorra. 1879-ben az első osztrák-magyar népszámlálás során a Prijedori járáshoz és Kozarac községhez tartozó településnek 93 háztartása, 512 muszlim, 4 ortodox  és 6 római katolikus lakosa volt. 1910-ben a Kozaraci járáshoz és Kozarac községhez tartozó településen 65 háztartást, 44 ortodox szerb, 286 muszlim és 22 római katolikus lakost találtak. 1910 decemberében Kozaracban megnyílt az első leányiskola, amelybe több mint 30 diák járt. Az Osztrák-Magyar Monarchia uralma alatt Kozarac lassan kezdte elveszíteni azt a jelentőségét, amelyet Bosznia-Hercegovinában az oszmán uralom idején szerzett.
A monarchia szétesésével 1918-ban előbb a Szerb-Horvát-Szlovén Királyság, majd 1929-től a Jugoszláv Királyság része. Jugoszlávia megszállása után a falu a Független Horvát Állam (NDH) része lett. 
1945-től a település a szocialista Jugoszlávia része, 1963-ig Kozarac község központja volt. A boszniai háború idején a település a Boszniai Szerb Köztársaság része volt. 1992 áprilisában és májusában a Jugoszláv Néphadsereg (JNA) és a Bosznia-Hercegovinai Szerb Köztársaság hadseregének (VRS) egységei körülzárták Kozaracot, majd 1992. május 24-én megtámadták a települést. A május 26-i elfoglalás után Kozarac túlélő lakosságát az Omarska, Keraterm és Trnopolje fogolytáborokba deportálták. 1992 júniusában Kozaracot kifosztották és felégették, a tábori kínzásokat túlélő lakóit pedig kiutasították. A bosznia-hercegovinai háború alatt több mint 1800 kozaraci ember tűnt el vagy halt meg. A száműzött bosnyákok egy része 1999-ben visszatért, és újjáépítette a helyi mecsetet. A daytoni békeszerződést követő területfelosztásnál a település Prijedor község részeként a Szerb Köztársaság területéhez került.

## Gazdaság

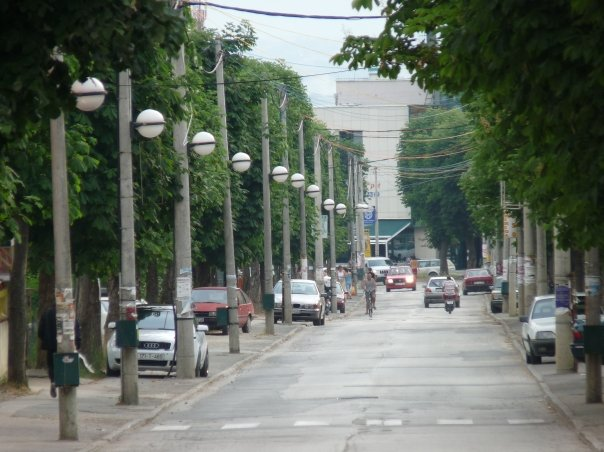
Kozarac főutcája

A kedvező földrajzi fekvés, az éghajlati viszonyok, valamint az idegenforgalmi szezonban tapasztalható nagy turistaforgalom miatt Kozarac és környéke termékeny talaja a turizmusnak, a kereskedelemnek, a mezőgazdaságnak, a vendéglátásnak, az erdészetnek és a fafeldolgozásnak, a horgász- és vadászturizmusnak. Ehhez nagyban hozzájárulnak a kedvező földrajzi és éghajlati adottságok, mint például a Podkozara-völgy (az úgynevezett „Kozara Posavina”) termékeny földje, a Kozara-hegység nagy erdőterületei, a Saničani-tó (20 négyzetkilométer vízfelület), a sok napsütéses nap, a gyakori esőzés és az enyhe téli hőmérséklet. A fejlett közlekedési kapcsolatok (autópálya, közeli pályaudvar, legközelebbi repülőtér 50 km-re), valamint Horvátország és Szlovénia közelsége alkalmassá teszi ezt a helyet az ipari létesítmények számára és exportra szánt áruk előállítására. Az említett előnyök, valamint az alacsony gyártási költségek már két külföldi céget is hoztak Kozaracba (a horvát „Nova Ivančica” (2007) és az osztrák „Austronet” (2008).

## Infrastruktúra
A településen 1951-ben indult az áramszolgáltatás. A vízszolgáltatást három forrás vize biztosítja, csatornahálózat az 1960-as évek végén épült ki a városias részeken. 1872-ben megépült a Banja Luka – Dobrljin vasútvonal, a település vasútállomása 5,5 km-re található a településtől. A közúti közlekedés fő ütőere a Banja Lukát Prijedorral összekötő M4-es főút. A Kazara és a Mrakovica-hegységeket átszelő főút Gradiškával és Dubicával köti össze.

## Kultúra
- A KUD „Kozarac” Kulturális és Művészeti Egyesület őse a 20. század elején alapított „Gajret” Kulturális Egyesület volt. Ma folklór, színjátszó és versmondó szekciókban összesen 110 taggal rendelkezik. 2013-ban a törökországi Mersinben nemzetközi folklórfesztiválon is bemutatkoztak.

- A szomszédos Trnopoljén működik a KUD „Kozak” Ukrán Kulturális és Művészeti Egyesület, mely az ukrán kisebbség kulturális hagyományait őrzi.

## Oktatás
A település első elemi iskolája még a 19. század elején létesült. Az első állami iskola az osztrák-magyar uralom első éveiben kezdte meg a működését, majd a szarajevói és Bosanski Brod-i iskolák után muszlim lányiskola is nyílt a településen. A második világháború után a tanukók száma jelentősen megnőtt. Ma a kozaraci „Kozarac” általános iskola mellett Trnopoljén működik általános iskola. Babići, Kevljani, Kamičani, Jaruga és Gornji Garevci településéken működnek területi iskolák. Általános zeneiskola is működik a településen, mely Savo Balaban nevét viseli. Az itteni diákok Prijedorba járnak középiskolába.

## Egészségügy
A Kozaraci Egészségház 2009-ben nyílt meg ezer négyzetméteres területen. Az emeletes épületben laboratórium, általános orvosi, gyermekgyógyászati, nőgyógyászati, fogászati rendelők, továbbá gyógyszertár és állatorvosi rendelők működnek.

## Egyesületek

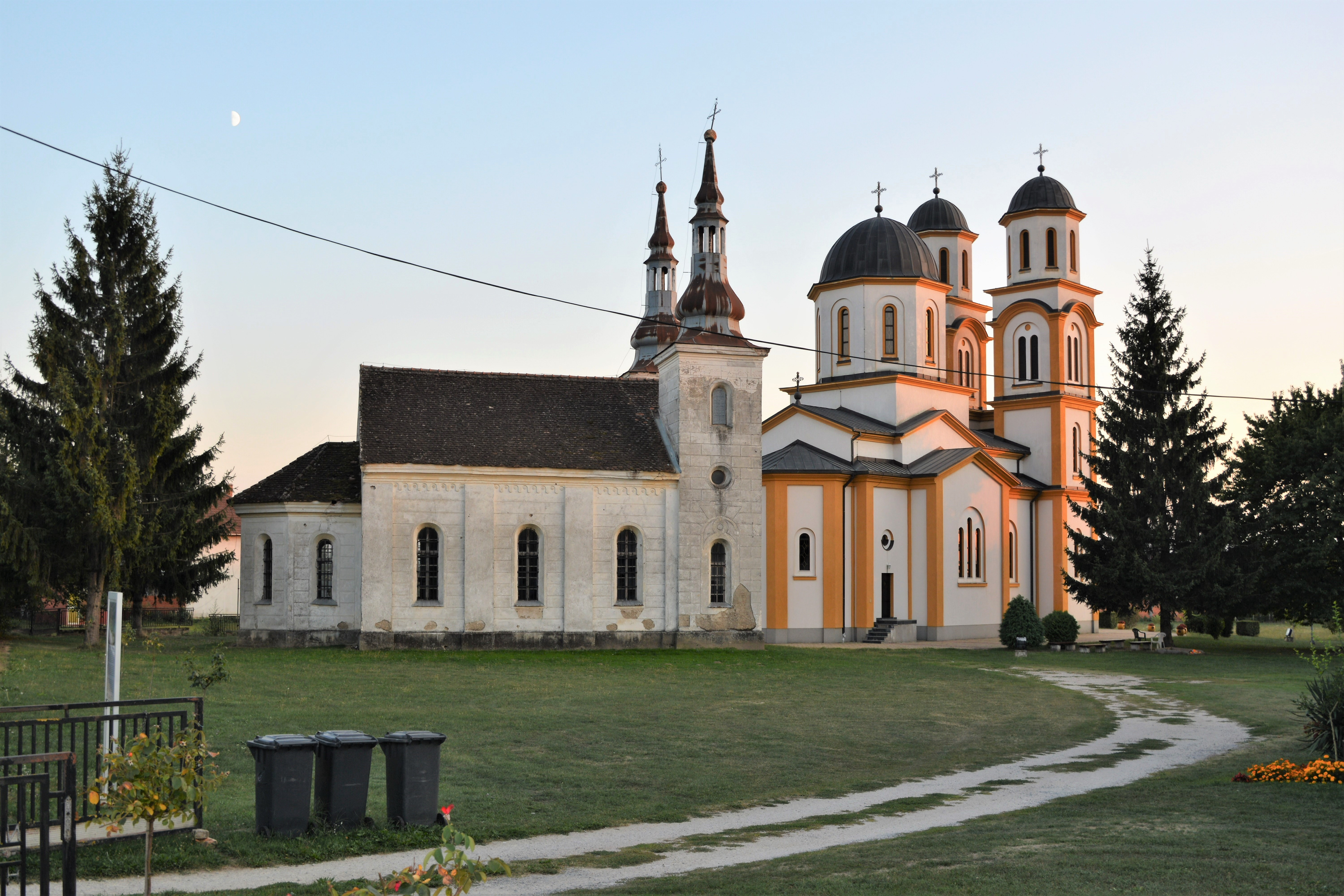
A Szent Péter Pál pravoszláv templom

- A Kozaraci Tűzoltó Egyesület a helyi közösségi épületben működik.

- Az „Agrarija” Mezőgazdasági termelők Egyesülete 15 éve alakult. Jelentős eredményeket értek el a tejtermelés, a gyümölcstermeszés és az üvegházi termelés területén.

- A „Kozara” Méhészegyesület 2009-ben alakult. Négyszáz méhkaptárral rendelkezik, éves termelésük eléri a 30 tonnát.

- A „Srcem do mira” nőegyesület 1992-ben alakult Zágrábban, Bosznia-Hercegovinában 1996 óta működik és 2001 óta Kozaracon van a központja. Ma mintegy 350 tagjuk van. Minden év májusában itt tartják konferenciájukat.

- A „Kozarac” Tábori foglyok Egyesülete a boszniai háború fogolytáborainak túlélőit egyesíti. 2007-ben alapították. Jogi, egészségügyi és szociális támogatást nyújt tagjainak.

- Az „Optimišti 2004” Polgári Egyesületet 2004-ben alapították Kozarac és vidékének a megújítására. Célja a kozaraciak és környékbeliek életének javítása.

- A „Mrakovica” Hegymászó Egyesületet 1988-ban jegyezték be. Mintegy 300 tagot számlál, 140 aktív hegymászóval. Rendszeresen szerveznek hegyi túrákat Boszniában és a környező országokban. 2017-ben megalakult a „Kozarački Kamen” hegymászóklub is.

- A „Kozarac” Vadásztársaság 1992-ben alakult. Az egyik legrégibb vadásztársaság Bosanska Krajina területén. Négy szekcióban 130 taggal rendelkezik.

## Sport
- Az FK Bratstvo Kozarac labdarúgóklub egyike Bosanska Krajina legrégebben alapított sportegyesületeinek. Az egyesület 1920 körül alakult és 1931-ben regisztrálták hivatalosan. Alapítói a „Gajret” Kultúregyesület tagjai voltak, eredeti neve pedig „Zmaj” volt. 1945 óta működik a mai nevén.

- A „Fikret Hodžić” Bodybuilding Klub a testépítés helyi hagyományait ápolja. Névadója az a Fikret Hodžić volt, aki az 1981-es kairói világbajnokságon harmadik helyezést ért el. Emellett mediterrán bajnok és európabajnoki ezürtérmes volt.

- „Kozarac” karateklub

- „Bratstvo” Kozarac kosárlabdaklub

- „Mrakovica” sakk-klub 1975-ben alakult

- „Kozarac” kerékpárosklub

- „Kula” motorosklub

## Nevezetességei

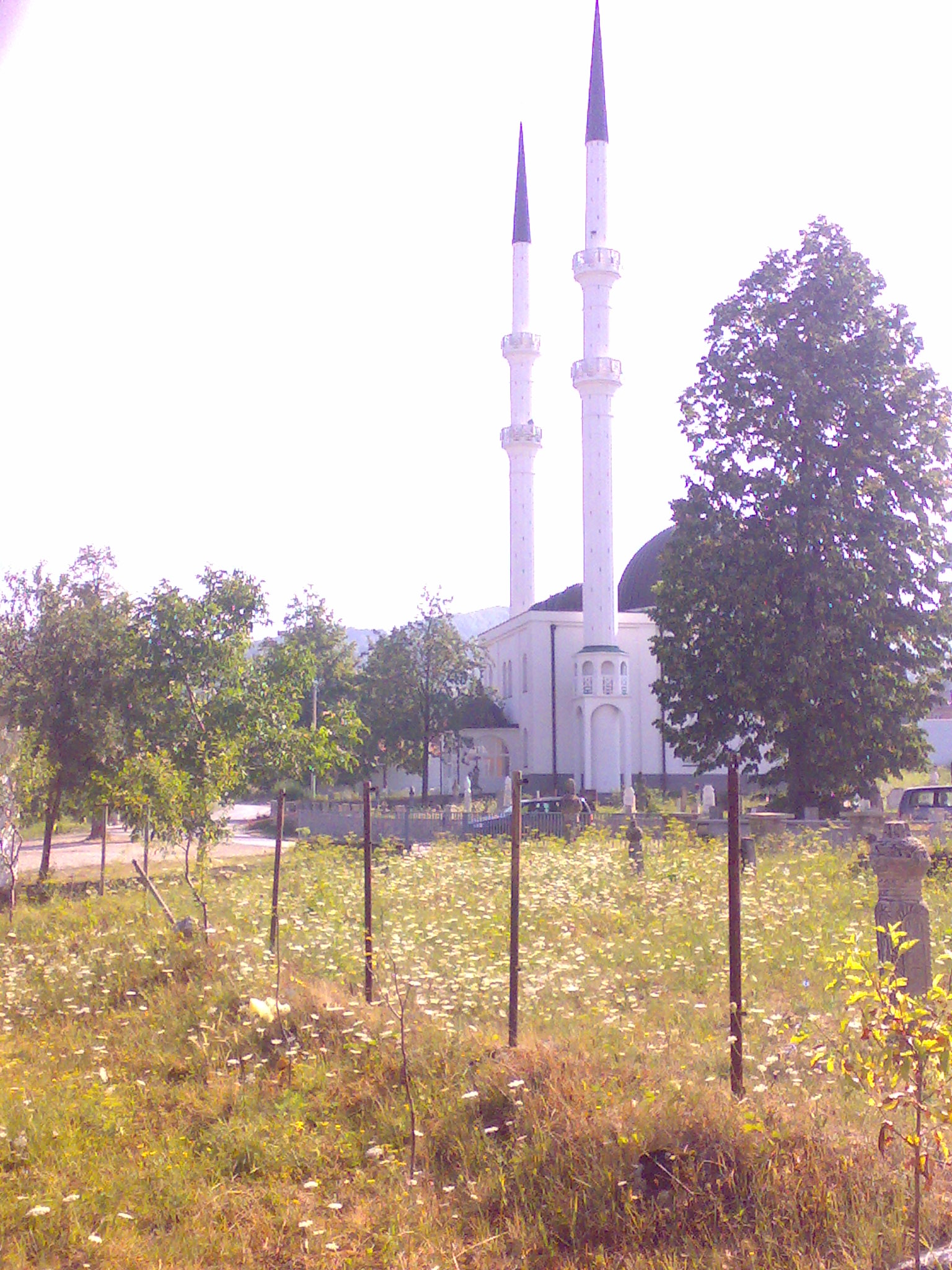
Az újjáépített Mutkička mecset

- Kozarac ma is látható vára 1736-ban épült. Az erősség összesen 15 000 négyzetméteren terül el, egy méter széles és négy méter magas falak veszik körül. Szabálytalan alaprajzú. 1839-ben elveszítette jelentőségét és őrsége elhagyta. A második világháború előtt a torony tetejét lebontották, csak a külső falai maradtak meg. A fennmaradt dokumentumok szerint a toronynak eredetileg volt egy felső szintje, melyet sátortetővel fedtek, de 1935-ben akkori tulajdonosa, Huso Ključanin ezt a szintet eltávolította, míg a többi részét lakóhelyiségnek alakította. A második világháború idején a megmaradt tetőszerkezetet is eltávolították, a torony idővel megsemmisült, míg csak a külső falak maradtak meg. Az egykori ágyúk elhelyezésére szolgáló tabiját, amely egykor a torony északnyugati oldalán helyezkedett el, a toronyhoz kapcsolták, és vendéglátó létesítmény céljára alakították át. A torony pusztulása a második világháború után is folytatódott, mivel a vendéglátó egység a teret évtizedekig raktárként használta. 1958-ban a Kozarac község Népi Bizottsága a teljes tornyot felújította és új tetőt építtetett. Napjainkban is a torony uralja a teret, a vár többi részéből csak a régi falmaradványok láthatók.

- A település két régi mecsete a Gradska és a Mutnička mecset volt. A Gradska mecsetről egy legenda szól, amely szerint közvetlenül a törökök ideérkezése után, 1518-ban építették. Ezt támasztja alá fekvése, mert az óváros falain belül található, és neve, Asker (katonai) mecset, mert kizárólag a katonai legénység szükségleteire használták, és csak a kapitányság megszüntetése után szolgálta a lakosság igényeit. Hivatalosan 1736-ban említik, mint meglévő épületet. A Mutnička mecset, amely a boszniai háború előtt a néphagyomány szerint az állam védelme alatt állt, a fočai Aladža mecset idején, tehát a 16. században épült. Első átépítésén 1838-ban esett át. Mindkét mecsetet 1992-ben rombolták le. A Mutnička mecsetet 2005-ben újították fel és hivatalosan is megnyitották, míg a Gradska mecset 2016-ig romos állapotban volt, amikor a gyakori omlása miatt teljesen lebontották. Újjáépítése tervben van.[9]

- Szent Péter és Pál apostolok tiszteletére szentelt pravoszláv temploma 1887-ben épült.

- A Szűz Mária tiszteletére szentelt katolikus templomot 1903-ban építették.

## Fordítás
- Ez a szócikk részben vagy egészben  a   Kozarac című bosnyák Wikipédia-szócikk ezen változatának fordításán alapul.  Az eredeti cikk szerkesztőit annak laptörténete sorolja fel. Ez a jelzés csupán a megfogalmazás eredetét és a szerzői jogokat jelzi, nem szolgál a cikkben szereplő információk forrásmegjelöléseként.
- Ez a szócikk részben vagy egészben  a(z)   Козарац (Приједор) című szerb Wikipédia-szócikk ezen változatának fordításán alapul.  Az eredeti cikk szerkesztőit annak laptörténete sorolja fel. Ez a jelzés csupán a megfogalmazás eredetét és a szerzői jogokat jelzi, nem szolgál a cikkben szereplő információk forrásmegjelöléseként.
- Ez a szócikk részben vagy egészben  a(z)   Тврђава Козарац című szerb Wikipédia-szócikk ezen változatának fordításán alapul.  Az eredeti cikk szerkesztőit annak laptörténete sorolja fel. Ez a jelzés csupán a megfogalmazás eredetét és a szerzői jogokat jelzi, nem szolgál a cikkben szereplő információk forrásmegjelöléseként.